# Hans Plansdorf
Hans Plansdorf (auch Planßdorf, Blansdorff) war ein Ende des 16. und Anfang des 17. Jahrhunderts amtierender Dresdner Ratsherr und Bürgermeister.

## Leben
Hans Plansdorf stammte, alten Ratsakten zufolge  „von der Jahne“, womit die Region des Jahnatals zwischen Döbeln und Riesa gemeint ist. Über seine familiäre Herkunft und seinen Beruf ist nichts bekannt. 1573 erwarb Plansdorf das Dresdner Bürgerrecht.  Sein Sohn Johannes ist 1596 als Schüler der Meißner St. Afra-Schule erwähnt und wird im Mai 1600 im Matrikel der Wittenberger Universität geführt.
Ab 1579 gehörte Plansdorf dem Dresdner Rat an. 1589 wurde er von Kurfürst Christian I. willkürlich und gegen den Willen des Rates als Bürgermeister eingesetzt. Da alle Bürgermeister auf Lebenszeit in ihrem Amt verblieben und jeweils im Wechsel als regierender, sitzender und ruhender Bürgermeister amtierten, hatte Plansdorf auch in den Jahren 1592, 1595, 1598, 1601 und 1604 das Amt des regierenden Bürgermeisters inne. Im Folgejahr ist er letztmals in der Ratslinie verzeichnet.
Durch seine Funktion als Bürgermeister war Plansdorf in zahlreiche wichtige Entscheidungen in der Stadt eingebunden. So lehnte er u. a. gemeinsam mit den beiden anderen Bürgermeistern Bastian Kröß und Elias Vogel den vom Kurfürsten geforderten Neubau eines Rathauses ab. Grund war die hohe Verschuldung der Stadt nach dem Bau des neuen Kreuzkirchenturms 1579 bis 1584. Nach Zusage des Landesherren, den Bau finanziell zu unterstützen, erfolgte dennoch im August 1591 am Neumarkt die Grundsteinlegung. Da jedoch trotz aller Zuwendungen und der Bereitstellung von Baumaterial die Mittel des Rates nicht ausreichten, wurden die Arbeiten am 22. Januar 1592 auf dessen Bitte eingestellt.
1595 veröffentlichte der Rat zu Dresden, der zu dieser Zeit von Hans Plansdorf geleitet wurde, eine neue Verordnung, „wie es bei der Bürgerschaft mit der Tracht, Kleidung, Verlöbnissen, Hochzeiten, Kindtaufen, Begräbnissen und anderem alhier gehalten werden sollte“. Damit sollte übermäßiger Luxus und Schwelgerei in der Bürgerschaft begrenzt werden. Das am 18. November 1595 in Torgau vom Administrator des Kurfürsten unterzeichnete Dokument wurde am 16. Dezember bekanntgegeben und gibt einen Einblick in die sozialen Verhältnisse des aufstrebenden Bürgerstandes und daraus resultierenden Konflikten mit dem Hof. Dass die Bürgermeister auch auf dem Gebiet der Armen- und Krankenpflege aktiv waren, belegt ein erhaltenes Dokument vom 27. September 1593. Darin tritt Hans Plansdorf gemeinsam mit Bastian Kers  als Fürbitter für einen Bedürftigen auf, um dessen Aufnahme in das Jacobshospital zu ermöglichen.